# Coaliția inter-Parlamentară pentru combaterea antisemitismului
Coaliția inter-Parlamentară pentru combaterea antisemitismului este o coaliție internațională de parlamentari din întreaga lume care colaborează pentru combaterea antisemitismului. 